# Peer Gynt
Peer Gynt is een toneelstuk geschreven door Henrik Ibsen, uit 1867. Samen met de toneelmuziek van Edvard Grieg geschreven voor de première in 1876 (tijdens concerten uitgevoerd als de Peer Gyntsuite), is het toneelstuk erg beroemd geworden. 
In opdracht van de Noorse regering had Ibsen een rondreis gemaakt door de Ronde Bergen om daar verhalen van het volk op te tekenen. In het dorp Vinstra schreef Ibsen de avonturen van de historische Peer Gynt zoals die door de bergbewoners verteld werden. Daar is ook het graf van Peer Gynt.
Later, in Rome, schreef Ibsen aan de hand van zijn aantekeningen het toneelstuk. Het notitieboekje met de aantekeningen is te bezichtigen in een museum in Noorwegen.

## Thema
Het hoofdthema van het verhaal van Peer Gynt is de al dan niet opzettelijke verwarring van leugen en waarheid door Peer. Al in de eerste dialoog van het stuk noemt Aase, Peers moeder, hem een leugenaar, waarop Peer zegt: "Het is de waarheid." Hiervoor heeft Peer een lange monoloog met een steeds sterker verhaal over zijn belevenissen in de bergen.

## De hoofdlijnen van het verhaal
Tijdens het stuk zien we Peer in drie levensfasen.

### Eerste levensfase
Peer begint in het stuk als een opschepperige, onbezorgde leugenaar maar wel een ontwapenende sympathieke kwajongen. Als tegenkant is er de gewetenloze egoïst die zich vormt en ontwikkelt in zijn fantasiewereld, maar ook daarbuiten aanwezig raakt.
Peer Gynt is een fantasierijke Noorse jongen die in een bekrompen Noors dorp in armoede op een vervallen boerderij woont, samen met zijn moeder Aase. Teleurgesteld in de leugens van haar zoon en haar armoedige bestaan wenst ze zichzelf dood, net als haar man. Peer schrikt daarvan en belooft zijn moeder dat hij keizer zal worden. Zij lacht daar schamper om en oppert dat Peer beter met zijn rijke buurmeisje Ingrid had kunnen trouwen. Maar Ingrid trouwt de volgende dag met Mads Moen. Peer gaat naar de bruiloft, waar hij Solveig, dochter van een predikant, ontmoet. Haar moeder ziet er echter op toe dat hij niet aan haar komt. Hij besluit dan maar om Ingrid te ontvoeren. Ze brengen een passionele nacht door in de bergen. Peer wordt voor deze schanddaad verbannen uit het dorp. Als hij in de bergen dwaalt, besluiten zijn moeder, Solveig en Solveigs vader, de predikant, om hem te gaan zoeken. 
In de bergen ontmoet hij de dochter van de trollenkoning. Door rijkdom en macht verblind, wil hij haar huwen en zal hij ook een trol worden. Vlak vóór Peer daadwerkelijk een trol wordt, ontsnapt hij, wakker geschud door het christelijke geluid van de kerkklokken in de verte. Het menselijke motto "wees jezelf" heeft hij dan wel al ingeruild voor het trollenmotto: "wees voor jezelf (egoïstisch)."
In zijn egoïsme is geen plaats voor Solveig en hij vergeet haar dan ook. Solveig denkt echter voortdurend aan hem. Een wat geheimzinnige figuur, de Kromme, adviseert Peer "Ga eromheen", en dat is wat Peer dan ook doet. Nergens recht op af, of dwars doorheen, hij gaat "eromheen", wat neerkomt op altijd maar kiezen voor de makkelijkste weg.
Peer bouwt een hut en Solveig vraagt of ze bij hem mag wonen. Maar nadat de trollenprinses hem zijn kind toont, schaamt hij zich zo, vanwege het half-mens-half-trol-schepsel dat hij wegvlucht. Peers moeder overlijdt en Peer vlucht verder naar Afrika, het advies volgend van de Kromme.

### Tweede levensfase
Peer is nu al in de zestig en een rijk handelsman. Hij handelt schaamteloos in alles wat geld opbrengt, maar vooral in slaven. De slavernij komt in een slecht daglicht en Peer stapt moeiteloos over op bijbels, heiligenbeelden en dergelijke. In Marokko, op het strand, omgeeft hij zich met internationale handelaren. Solveig is hij volledig vergeten. Terwijl hij bezig is zich steeds meer te verrijken, met als doel keizer te worden, komt hij uiteindelijk in Egypte in het gekkenhuis. Zijn handelsmakkers is hij kwijt, hij heeft een oorlog verloren en in het gekkenhuis komt hij langzaam tot het inzicht dat hij terug wil.
Op de terugweg vergaat zijn schip en om zichzelf te redden laat hij een ander verdrinken. Als Peer aangespoeld wakker wordt, staat de dood in de verschijning van de Knopengieter klaar om zijn lichaam op te eisen, want Peer is immers toch niemand. Peer haalt de Knopengieter over om hem tijd te gunnen zodat hij kan bewijzen dat hij echt iemand is. Hij krijgt de kans iemand te vinden die zijn ware ik kent. Maar niemand wil hem kennen.

### Derde levensfase
Dan vindt Peer een ui en hij besluit dat hij die ui is. Om de kern van zichzelf te vinden pelt hij steeds een laagje van de ui, maar de ui blijkt alleen uit laagjes te bestaan en geen kern te hebben. Peer geeft zich gewonnen tot hij Solveig hoort zingen, nog altijd wachtend op Peer die beloofd had terug te komen toen hij ging houthakken. Hij beseft dat de Kromme hem op het verkeerde spoor had gezet. Deze keer besluit hij dwars door alle problemen heen te gaan en terug te keren naar Solveig. Zij is degene die de ware Peer kent. De Knopengieter laat hem gaan. In de armen van Solveig valt Peer eindelijk in slaap.

## Opmerking
Naast Edvard Grieg componeerden ook Harald Sæverud en Alfred Schnittke muziek bij Peer Gynt; Sæveruds compositie werd geschreven voor de moderne enscenering van Hans Jacob Nilsen uit 1947-1948. Nilsen wilde breken met de nationaal-romantische opvoeringspraktijk; volgens hem was Peer Gynt een heel modern, zeg maar tijdloos stuk en geen typisch 19e-eeuws werk. Griegs muziek was daarentegen uitgesproken romantisch en deed de tekst van Ibsen te kort naar Nilsens mening. Schnittke schreef muziek voor een balletversie.